# Bikin (řeka)
Bikin (rusky Бикин) je řeka v Chabarovském a v Přímořském kraji v Rusku. Je dlouhá 560 km. Plocha povodí měří 22 300 km².

## Průběh toku
Protéká převážně pohořím Sichote-Aliň. Ústí zprava do Ussuri (povodí Amuru).

### Přítoky
- zleva – Zeva
- zprava – Alčan, Bačelaza

## Vodní režim
Zdrojem vody jsou převážně dešťové a částečně i sněhové srážky.

## Využití
V údolí řeky leží město Bikin.